# Takanori Hatakeyama
Takanori Hatakeyama (畑山 隆則, Hatakeyama Takanori) est un boxeur japonais né le 28 juillet 1975 à Aomori.

## Carrière
Passé professionnel en 1993, il devient champion d'Asie OPBF des super-plumes en 1996, champion du Japon en 1998 et champion du monde WBA de la catégorie le 5 septembre 1998 face à Yong Soo Choi. Battu par Lakva Sim le 27 juin 1999, il s'empare du titre WBA des poids légers le 11 juin 2000 après sa victoire aux points contre Gilberto Serrano. Hatakeyama perd sa ceinture contre Julien Lorcy le 1er juillet 2001 et met un terme à sa carrière après ce combat sur un bilan de 24 victoires, 2 défaites et 3 matchs nuls